# پل بیورز
پل بیورز (انگلیسی: Paul Beavers؛ زادهٔ ۲ اکتبر ۱۹۷۸) بازیکن فوتبال اهل بریتانیا است.
از باشگاه‌هایی که در آن بازی کرده‌است می‌توان به باشگاه فوتبال اولدهام اتلتیک، باشگاه فوتبال دارلینگتون، باشگاه فوتبال هارتل پول یونایتد، باشگاه فوتبال ساندرلند، و باشگاه فوتبال شروزبری تاون اشاره کرد.